# Solanum schenckii
Solanum schenckii är en potatisväxtart som beskrevs av Friedrich August Georg Bitter. Solanum schenckii ingår i släktet skattor som ingår i familjen potatisväxter. Inga underarter finns listade i Catalogue of Life.